# 古伊 (滨海塞纳省)
古伊（法語：Gouy，法語發音：[ɡwi]）是法国滨海塞纳省的一个市镇，属于鲁昂区。

## 地理
古伊（49°21'16"N, 1°8'51"E）面积4.97 平方千米，位于法国诺曼底大区滨海塞纳省，该省份为法国北部沿海省份，其西部及北部濒大西洋英吉利海峡，东起顺时针与索姆省、瓦兹省、厄尔省和卡爾瓦多斯省接壤。
与古伊接壤的市镇（或旧市镇、城区）包括：圣旺港畔莱索蒂约、贝尔伯夫、瓦塞勒、圣欧班-塞洛维尔、圣艾蒂安迪鲁夫赖、图维尔拉里维耶尔、伊马尔。

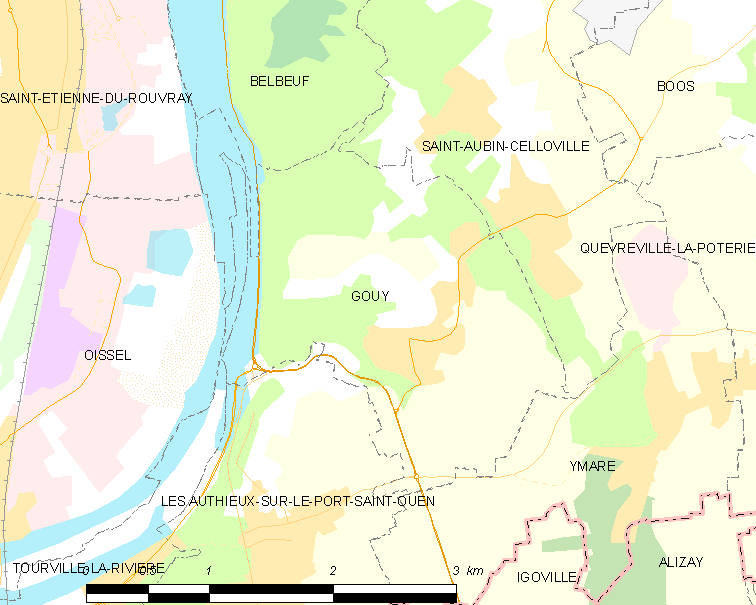
的OSM定位图

古伊的时区为UTC+01:00、UTC+02:00（夏令时）。

## 行政
古伊的邮政编码为76520，INSEE市镇编码为76313。

## 政治
古伊所属的省级选区为达尔内塔勒县。

## 人口

1962-2008年间人口变化图示

古伊于2022年1月1日时的人口数量为893人。